# Dick Greiner
Dick Greiner (Amsterdam, 6 november 1891 – aldaar, 11 november 1964) was een Nederlands architect.

## Levensloop
Greiner had zich vrijwel geheel als autodidact en op eigen kracht het vak had geleerd. Hij was het hulpje van zijn vader, die timmerman was en volgde daarnaast lessen aan de Oefenschool voor Teekenonderricht en vervolgens een opleiding van vier jaar tot timmerman aan de avondambachtsschool, beide te Amsterdam.
In de periode 1909-1917 werkte hij als opzichter en tekenaar bij de architectenbureaus van Ed. Cuypers, in de periode 1913-1915 bij F.A. Warners, Jan Gratama en Gerrit Versteeg en als laatste bij Gerrit Jan Rutgers. Greiner werd in 1920 zelfstandig architect en lid van het genootschap Architectura et Amicitia. In 1922 behaalde hij cum laude zijn diploma aan het Voortgezet en Hooger Bouwkunst Onderricht.
Dick Greiner was veelzijdig: hij maakte meubels en lampen, ontwierp glas-in-loodramen, schilderde, was tekenaar, maakte boekbandontwerpen en aquarelleerde. Zijn bewondering ging uit naar zijn vakgenoten Jan Duiker, Han van Loghem, J.J.P. Oud en de Amerikaanse architect Frank Lloyd Wright.
Greiner ontwierp talloze gebouwen, maar hij werd vooral bekend door zijn aandeel in het ontwerpen van de Amsterdamse stadswijk Betondorp in de Watergraafsmeer. Voor Betondorp werden tien bouwsystemen voor betonbouw toegepast, geselecteerd uit 50 inzendingen. De belangrijkste architecten waren Han van Loghem en Dick Greiner, die het dorp met huizen met platte daken ontwierpen.
Een andere belangrijke opdracht voor Greiner was de woningbouw in de wijk Zeeburg in Amsterdam in 1925. Het betrof een gemeentelijk woningbouwcomplex voor het huisvesten van ontoelaatbare gezinnen. Deze woningen werden gebouwd met hetzelfde betonsysteem dat Greiner in Betondorp had toegepast en hadden hetzelfde expressionistisch-kubistische uiterlijk. Op het poortgebouw na zijn de huizen in 1944 in opdracht van de Duitsers afgebroken.
Ook nu nog wordt Greiner gezien als een belangrijk architect. Interessant is dat hij vroeger altijd in het vakje Amsterdamse School werd gestopt, maar achteraf gezien blijkt hij helemaal niet tot deze bouwrichting te behoren en had hij meer gemeen met de architecten van het nieuwe bouwen.
Het oeuvre van Greiner kent een grote verscheidenheid. Hij ontwierp eigenlijk alles, zowel in nieuwbouw als verbouw. Zijn oeuvre omvat niet alleen gebouwen van allerlei aard maar ook andere objecten, waaronder aanlegsteigers, boekomslagen, meubels en klokken.
Dick Greiner is de vader van architect Onno Greiner.

## Enkele projecten van Dick Greiner
- Rijtje herenhuizen aan de Nicolaas Maesstraat 128-136 te Amsterdam (1918)
- Betondorp, Amsterdam (1925)
- Clubgebouw van de Zeil- en roeivereeniging 'Nieuwe Meer' te Aalsmeer (1927)
- Het Muzieklyceum aan het Albert Hahnplantsoen te Amsterdam, later bekend als het Minervapaviljoen (1928) (afgebrand)
- Haarlemse Huishoud- en Industrieschool te Haarlem (1935)
- Verbouwing van het Heeren-kleedingmagazijn W. Wessel Bzn. aan de Dam 4 te Amsterdam (1935)
- Post- en Telegraafkantoor te Heemstede (1964)
- Het Hallen Theater (bioscoop), Jan van Galenstraat 41 te Amsterdam (1936), (gesloopt in 2002)

## Afbeeldingen

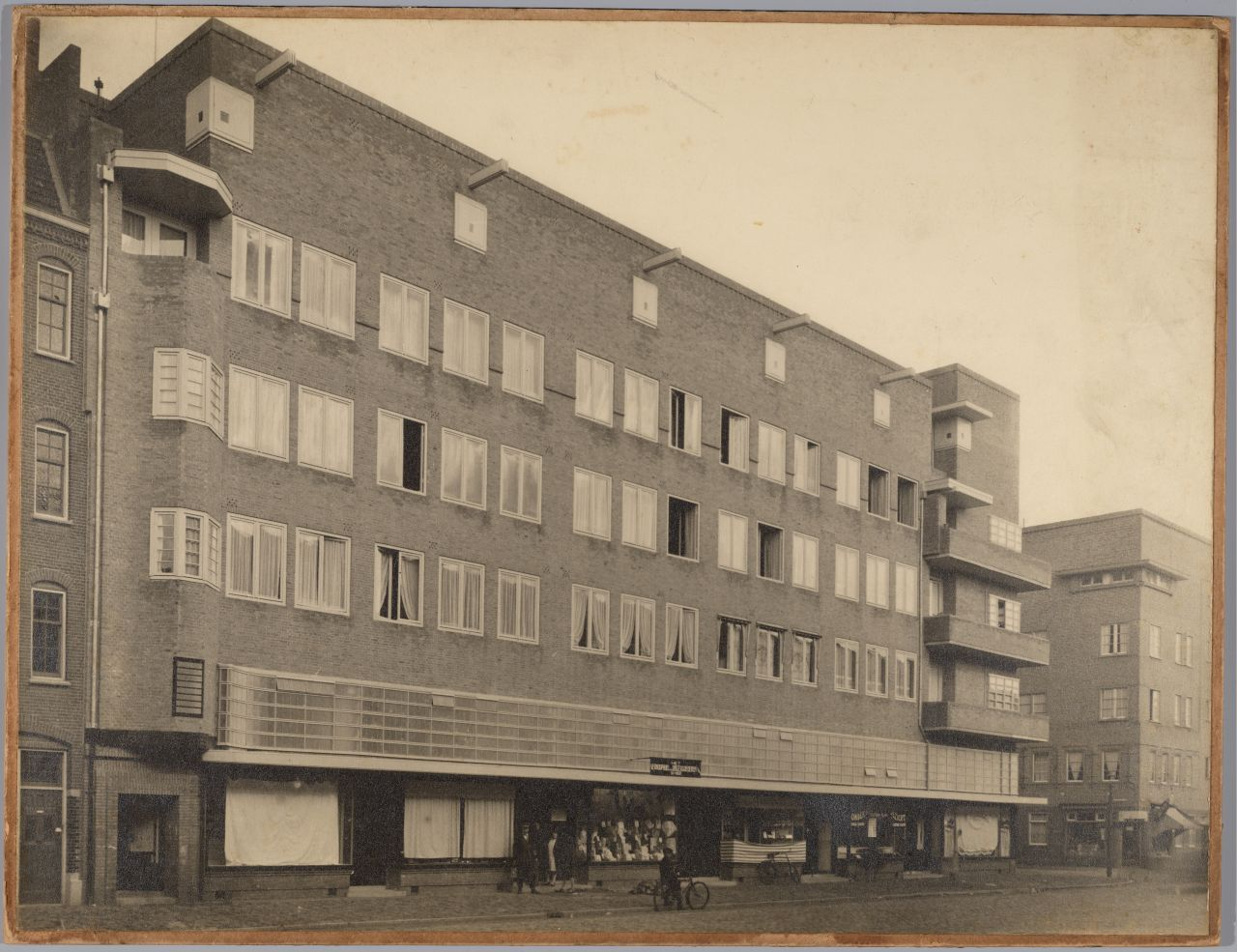
Woonhuizen Javastraat, Amsterdam; 1926.
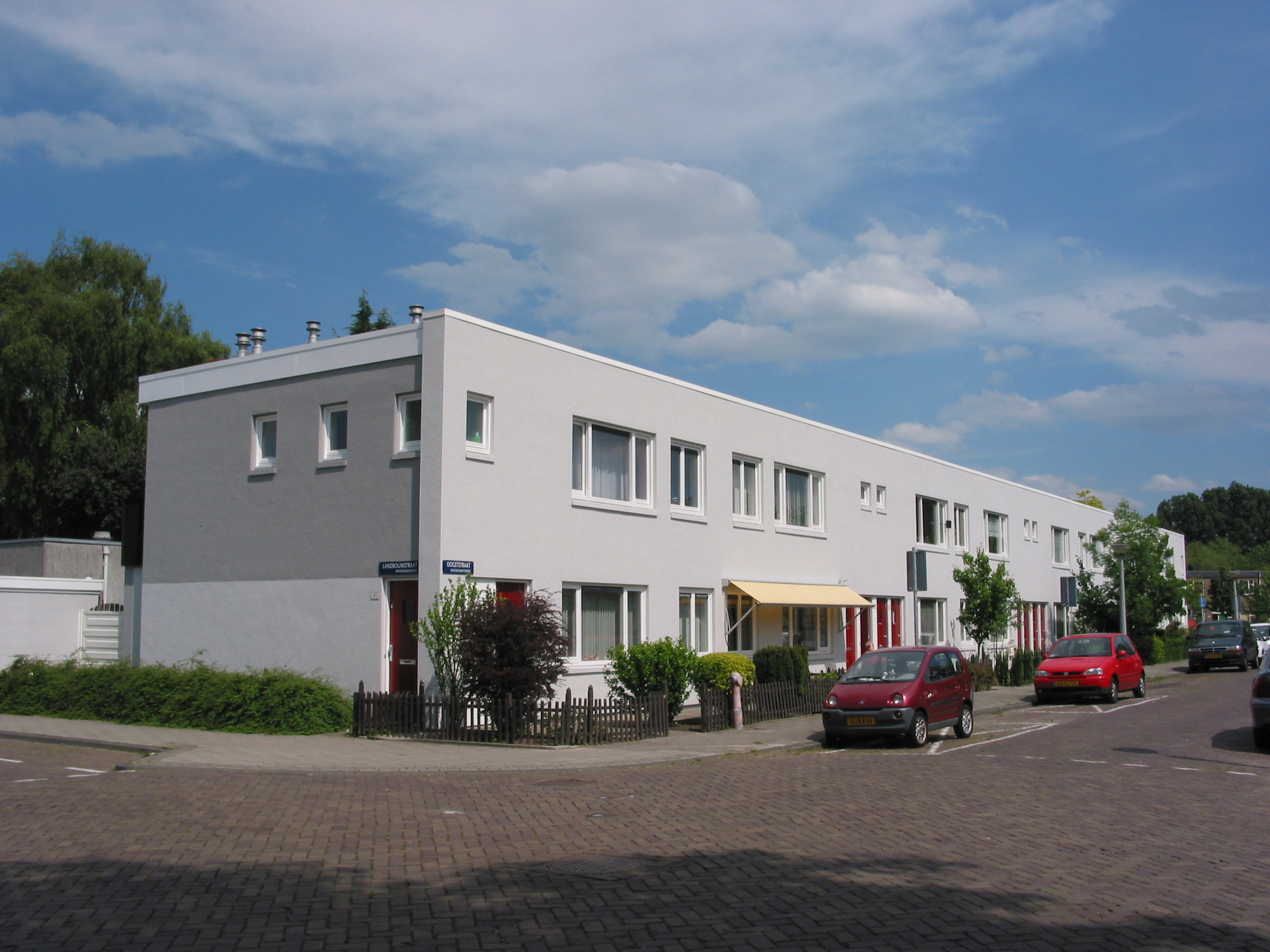
Oogststraat, Betondorp
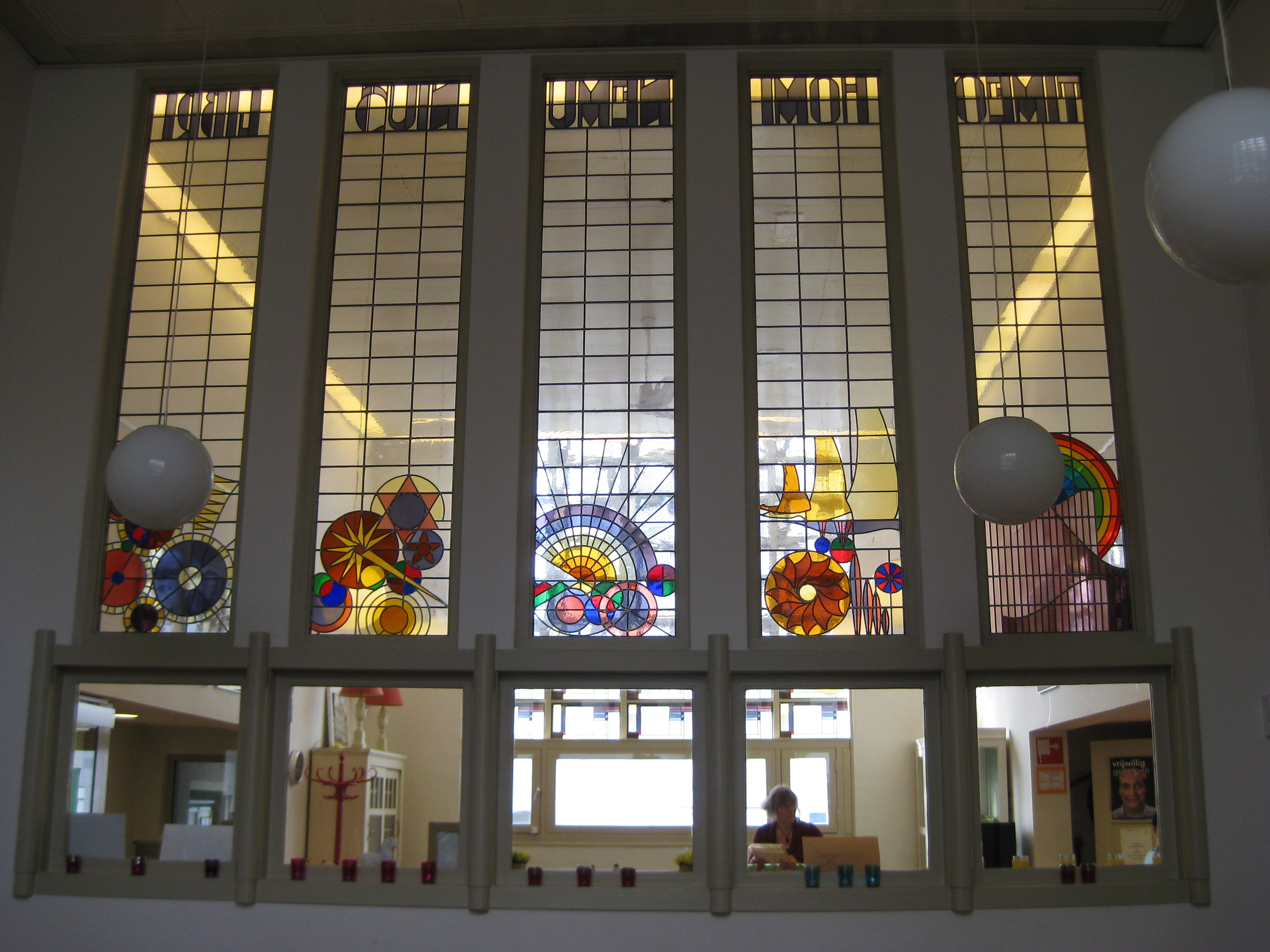
Glas-in-loodramen in de bibliotheek, Betondorp.
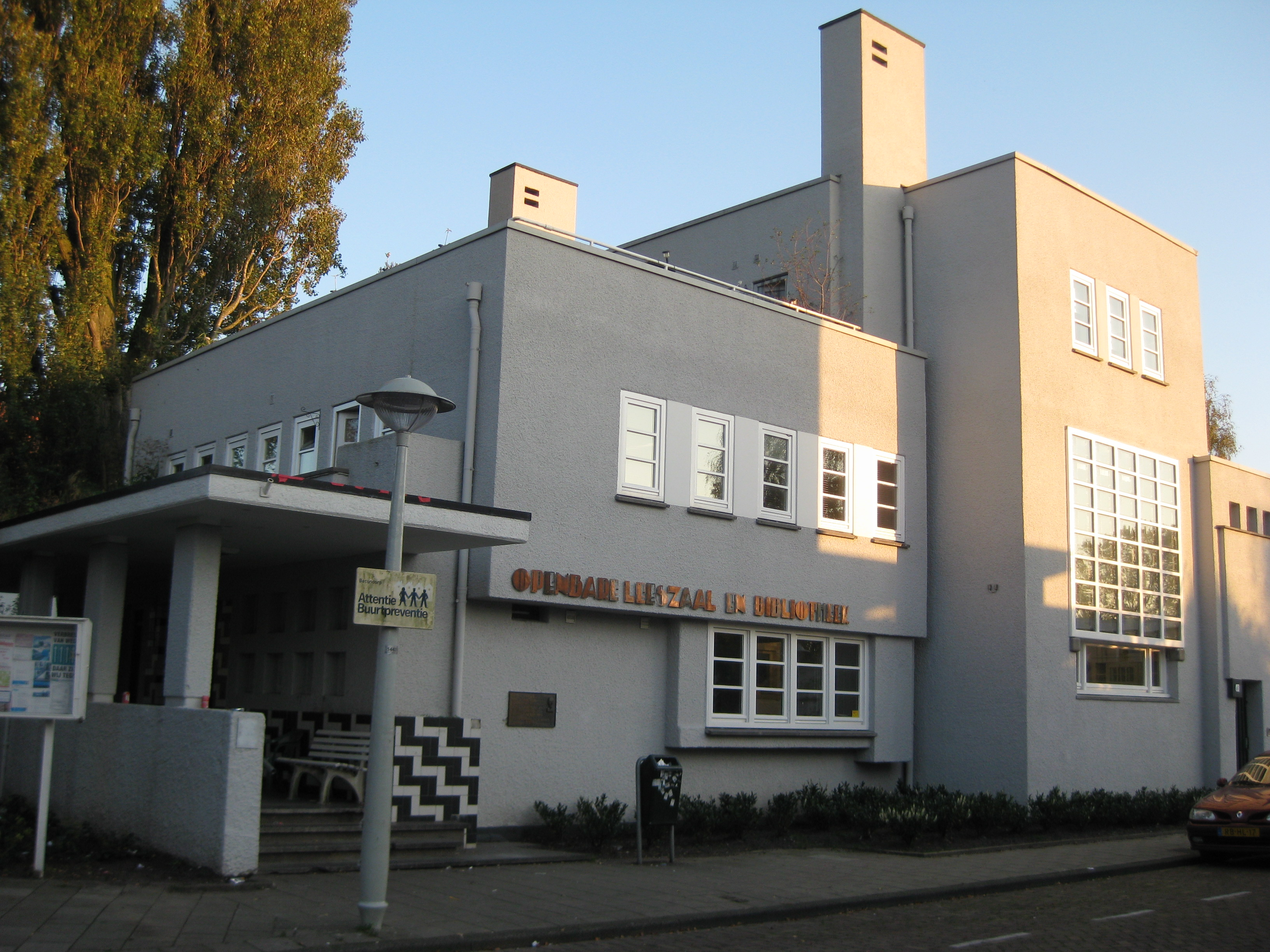
Openbare Leeszaal en Bibliotheek
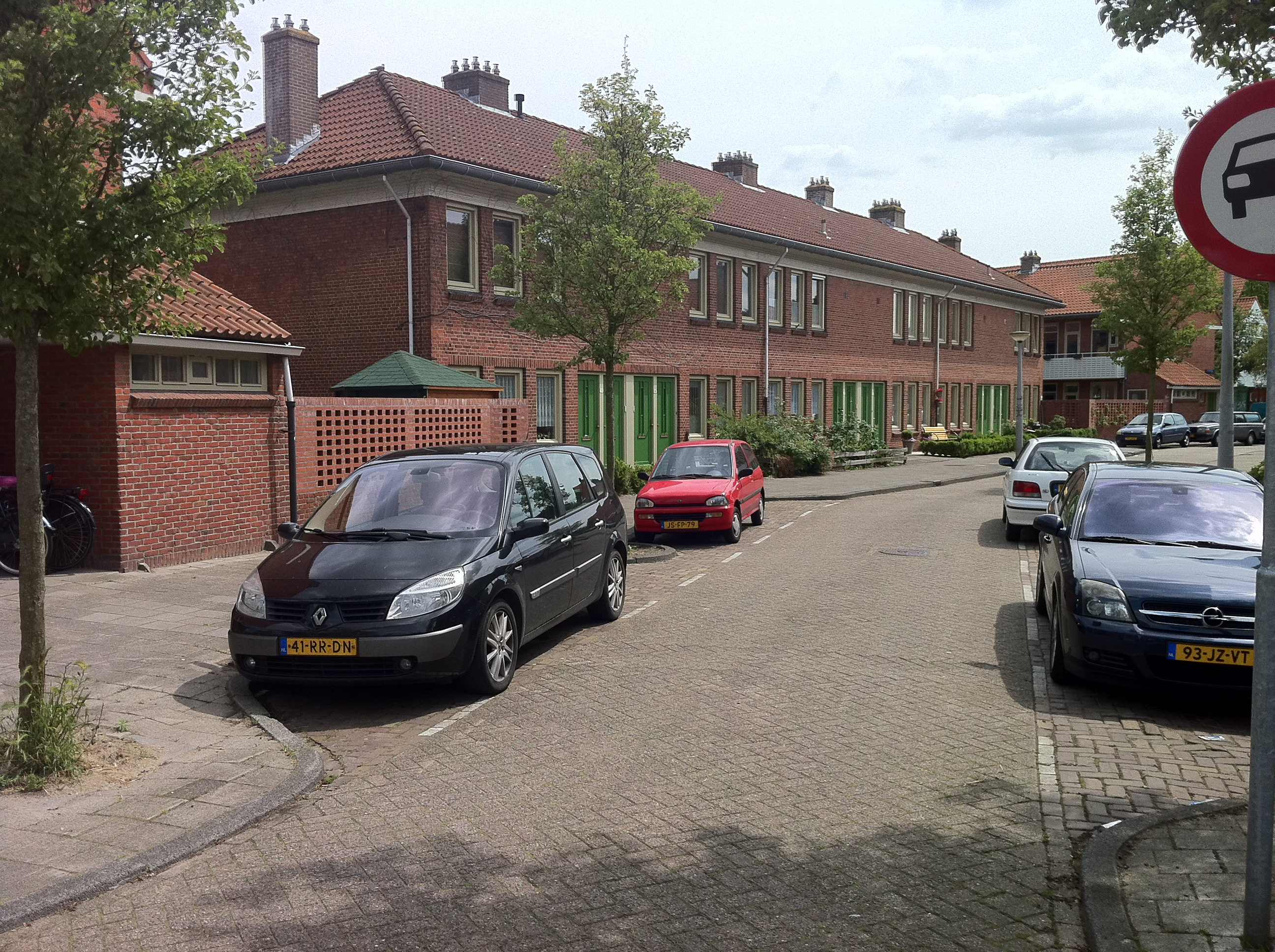
Woningen van Greiner in de Bloemenbuurt Amsterdam